# セルボーン伯爵
セルボーン伯爵（英語: Earl of Selborne）は、イギリスの伯爵位。連合王国貴族爵位。自由党の政治家ラウンデル・パーマーが1882年に叙されたのに始まる。
分家筋にルーカス男爵家（イングランド貴族）がある。

## 歴史

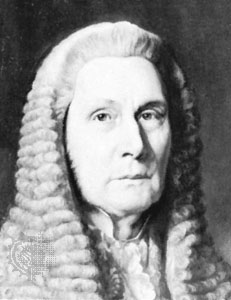
初代セルボーン伯爵ラウンデル・パーマー

自由党(後自由統一党)所属の庶民院議員・法律家ラウンデル・パーマー(1812–1895)は、第1次・第2次グラッドストン内閣で大法官を務めた。当時大法官は貴族院議長を兼務していたため、第1次グラッドストン内閣入閣直後の1872年10月18日に連合王国貴族爵位セルボーン男爵に叙された。ついで第2次グラッドストン内閣期の1882年12月29日にセルボーン伯爵とウォルマー子爵に叙された。
初代伯の長男2代セルボーン伯ウィリアム(1859–1942)は襲爵前から保守党の庶民院議員として活躍し、襲爵後には第3代ソールズベリー侯の第3次内閣とバルフォア内閣で海軍大臣(在職1900年-1905年)を務めた。彼は保守党の中でも強硬派に属し、議会法の貴族院採決の際には貴族院権限の低下に反対して徹底抗戦を主張した。
その長男である3代セルボーン伯ラウンデル(1887–1971)も襲爵前に保守党の庶民院議員として活躍し、襲爵後第1次チャーチル内閣で戦争経済大臣(在職1942年-1945年)を務めた。
その孫である4代セルボーン伯ジョン(1940-2021)も保守党の政治家であり、1999年のトニー・ブレア政権による貴族院改革で世襲貴族の議席が92議席に限定された後も議席を維持していた。
現在の当主はその息子である5代セルボーン伯ウィリアム・ルイス・パーマー(1971-)。
なお、3代伯の三男ロバート・パーマーは、古いイングランド貴族の女子相続人アン・クーパー（第11代ルーカス女男爵）と結婚したため、ロバートの長男がルーカス男爵位を継承しており、伯爵家のヤンガーソンの家系から男爵家が出ている。

伯爵家の本邸はハンプシャー・セルボーンにあるテンプル・マナー(Temple Manor)。

## 現当主の保有爵位
現当主である第5代セルボーン伯爵ウィリアム・ルイス・パーマーは以下の爵位を有する。
- 第5代セルボーン伯爵(4th Earl of Selborne)
(1882年12月30日の勅許状のよる連合王国貴族爵位)
- 第5代サウサンプトン州ブラックムアのウォルマー子爵(4th Viscount Wolmer, of Blackmoor in the County of Southampton)
(1882年12月30日の勅許状による連合王国貴族爵位)
- 第5代サウサンプトン州セルボーンのセルボーン男爵(4th Baron Selborne, of Selborne in the County of Southampton)
(1872年10月23日の勅許状による連合王国貴族爵位)

## セルボーン伯爵 (1882年)
- 初代セルボーン伯爵ラウンデル・パーマー (1812–1895)
- 第2代セルボーン伯爵ウィリアム・ウォルドグレイヴ・パーマー (1859–1942)
- 第3代セルボーン伯爵ラウンデル・セシル・パーマー（英語版） (1887–1971) - 三男の男系子孫がルーカス男爵位を継承して存続中。
- 第4代セルボーン伯爵ジョン・ラウンデル・パーマー（英語版） (1940-2021)
- 第5代セルボーン伯爵ウィリアム・ルイス・パーマー(1971-)

法定推定相続人は、現当主の息子ウォルマー子爵(儀礼称号)アレクサンダー・デイヴィッド・パーマー(2002-)